# Installation de flottabilité neutre de l'ESA
L’installation de flottabilité neutre (en anglais : Neutral Buoyancy Facility) est une installation de l’Agence spatiale européenne construite en 1990, se situant au Centre des astronautes européens, servent d’entraînement pour les sorties extravéhiculaires des astronautes.
Elle est composée d’une piscine de flottabilité neutre, d’une taille de 10 m de profondeur et contenant 3,7 millions de litres d'eau, permettant de simuler l’impesanteur sur Terre. Ce bassin permet en particulier de reproduire des procédures du module Colombus de la Station spatiale internationale, reproduit dans l’installation, ou la formation de tous type d’outil mis à disposition lors des EVA, réalisées par l’Europe.